# Ashes to Ashes (série télévisée)
Pour les articles homonymes, voir Ashes to Ashes.
Ashes to Ashes est une série télévisée britannique en 24 épisodes de 60 minutes créée par Matthew Graham, Tony Jordan et Ashley Pharoah et diffusée entre le 7 février 2008 et le 21 mai 2010 sur BBC One. Cette série est la suite de Life on Mars.
La série est inédite dans les pays francophones. Ashes to Ashes et ses acteurs sont nommés pour les TV Choice awards 2010

## Synopsis
Alex Drake est une experte en profilage criminel à Londres. Elle a étudié les rapports d'évaluation psychologique que Sam Tyler lui a transmis peu après son réveil. Lorsqu'elle se fait enlever par un inconnu et que ce dernier lui tire dessus, elle est propulsée dans le Londres de 1981, où elle rencontre certains des personnages de Life on Mars que Sam Tyler décrivait : le DCI Gene Hunt, le DS Ray Carling et le DC Chris Skelton. En connaissance de cause, Alex sait qu'elle est dans le coma et qu'elle devra lutter pour vivre et retourner à son époque. En 1981, elle doit également se battre pour se faire une place au sein du commissariat et affirmer sa crédibilité auprès du DCI Gene Hunt. Les choses basculent pour elle lorsqu'elle retrouve ses parents qui sont décédés dans une explosion cette même année. Sa présence en 1981 prend alors un nouveau sens : elle doit empêcher l'accident d'arriver.
La saison 2 d'Ashes to Ashes a été diffusée en 2009 sur la BBC et se déroule en 1982, dans le contexte de la guerre des Malouines.

## Distribution
- Keeley Hawes : Alex Drake
- Philip Glenister : Gene Hunt
- Montserrat Lombard : Shaz Granger
- Dean Andrews : Ray Carling
- Marshall Lancaster : Chris Skelton
- Daniel Mays : Jim Keats (saison 3)
- Joseph Long : Luigi

## Épisodes

### Première saison (2008)
1. Titre français inconnu (Déjà Vu)
2. Titre français inconnu (The Happy Day)
3. Titre français inconnu (Nothing Changes)
4. Titre français inconnu (The Missing Link)
5. Titre français inconnu (The Smoking Gun)
6. Titre français inconnu (Over The Hill)
7. Titre français inconnu (Charity Begins At Home)
8. Titre français inconnu (Alex's Big Day)

### Deuxième saison (2009)
1. Titre français inconnu (Found in Soho)
2. Titre français inconnu (Reckless Driving)
3. Titre français inconnu (Fight for their Rights)
4. Titre français inconnu (Gene's Queen)
5. Titre français inconnu (Blood Staines)
6. Titre français inconnu (Truth Canal)
7. Titre français inconnu (Traitor)
8. Titre français inconnu (Who Am I, Really?)

### Troisième saison (2010)
1. Titre français inconnu (Wake Up)
2. Titre français inconnu (Trail of Blood)
3. Titre français inconnu (The Pyroman)
4. Titre français inconnu (Under cover)
5. Titre français inconnu (Old fellows)
6. Titre français inconnu (The Revolt)
7. Titre français inconnu (Terrorism)
8. Titre français inconnu (No more Secret)

## Commentaires
Cette série est une série dérivée de Life on Mars. Le titre de la série vient de la chanson éponyme de David Bowie.